# Zanha africana
Zanha africana là một loài thực vật có hoa trong họ Bồ hòn. Loài này được (Radlk.) Exell miêu tả khoa học đầu tiên năm 1966.